# Озеро Онайда (Титан)
Озеро Онайда (лат. Oneida Lacus) — углеводородное озеро на поверхности самого крупного спутника Сатурна — Титана. Центр имеет координаты 76°08′ с. ш. 288°10′ в. д. / 76,14° с. ш. 288,17° в. д..
Размер углеводоёма составляет примерно 51 км. Находится в северной полярной области Титана, рядом с его морями (Кракена, Лигеи и Пунги). Озеро состоит из жидких углеводородов, главным образом это метан, этан и пропан. Обнаружено на переданных снимках космического аппарата «Кассини-Гюйгенс». Названо в честь земного озера Онайда, расположенного на территории США. Название было утверждено Международным астрономическим союзом в 2007 году.
- Радиоизображение озера Онайда, основанное на данных от космического аппарата «Кассини-Гюйгенс» (псевдоцвета)